# سر بر روی آب (ترانه)
«سر بر روی آب» (به انگلیسی: Head Above Water) ترانه‌ای از خواننده کانادایی آوریل لوین و از ششمین آلبوم استودیویی وی با همین نام (۲۰۱۹) است. این ترانه توسط لوین و تراویس کلارک از گروه وی د کینگز نوشته شده و تهیه‌کنندگی آن برعهدهٔ استفان موکیو بوده‌است. این ترانه به عنوان تک آهنگ اصلی این آلبوم، در تاریخ ۱۹ سپتامبر ۲۰۱۸ و توسط BMG منتشر شد. این اولین تک‌آهنگ لاوین است که از بعد از سال ۲۰۱۵ منتشر شد. این آهنگ به شماره ۶۴ در ۱۰۰ آهنگ داغ بیلبورد در ایالات متحده رسید و وارد نمودار ۲۴ کشور دیگر شد. در اوت سال ۲۰۱۹ نسخه جدیدی با آواز تراویس کلارک منتشر شد.

## جدول‌های موسیقی
| جدول (۲۰۱۸–۲۰۱۹)                                | بهترین جایگاه |
| ----------------------------------------------- | ------------- |
| استرالیا (ای‌آرآی‌ای)                             | ۷۵            |
| اتریش (او۳ تاپ ۴۰ اتریش)                        | ۳۰            |
| بلژیک (اولتراتیپ فلاندرز)                       | ۳۵            |
| بلژیک (اولتراتیپ والونی)                        | ۳۵            |
| کانادا (۱۰۰ تک‌آهنگ داغ کانادا)                  | ۳۷            |
| ای‌سی کانادا (بیلبورد)                           | ۵             |
| سی‌اچ‌آر/تاپ ۴۰ کانادا (بیلبورد)                  | ۳۹            |
| هات ای‌سی کانادا (بیلبورد)                       | ۱۰            |
| کرواسی (اچ‌آرتی)                                 | ۸۲            |
| جمهوری چک (رادیو – تاپ ۱۰۰)                     | ۸             |
| جمهوری چک (۱۰۰ تک‌آهنگ دیجیتال برتر)             | ۹۳            |
| ترانه‌های دیجیتال اروپا (بیلبورد)                | ۱۳            |
| دانلودهای فرانسه (اس‌ان‌ئی‌پی)                     | ۵۸            |
| آلمان (جدول‌های رسمی آلمان)                      | ۶۹            |
| ترانه‌های دیجیتال یونان (آی‌اف‌پی‌آی یونان)         | ۹۵            |
| مجارستان (رادیوس تاپ ۴۰)                        | ۳۲            |
| مجارستان (۴۰ تک‌آهنگ برتر)                       | ۵             |
| ایرلند (ایرما)                                  | ۹۳            |
| ایتالیا (فیمی)                                  | ۹۷            |
| ژاپن (۱۰۰ آهنگ داغ ژاپن)                        | ۴۲            |
| لبنان (۲۰ آهنگ برتر لبنان)                      | ۱۶            |
| مالزی (آرآی‌ام)                                  | ۱۴            |
| تک‌آهنگ‌های داغ نیوزیلند (آرام‌ان‌زد)               | ۲۱            |
| اسکاتلند (اوسی‌سی)                               | ۲۱            |
| سنگاپور (آرآی‌ای‌اس)                              | ۱۲            |
| اسلواکی (۱۰۰ تک‌آهنگ دیجیتال برتر)               | ۹۴            |
| ترانه‌های فیزیکی/دیجیتال اسپانیا (پروموزیکا)     | ۲۸            |
| سوئیس (شوایزر هیت‌پاراد)                         | ۳۶            |
| تک‌آهنگ‌های بریتانیا (اوسی‌سی)                     | ۸۴            |
| مستقل بریتانیا (اوسی‌سی)                         | ۱۶            |
| بیلبورد هات ۱۰۰ ایالات متحده                    | ۶۴            |
| ۴۰ تک‌آهنگ برتر بزرگسالان ایالات متحده (بیلبورد) | ۲۴            |
| ترانه‌های مسیحی ایالات متحده (بیلبورد)           | ۲             |
| ایرپلی مسیحی ایالات متحده (بیلبورد)             | ۴۱            |

| جدول (۲۰۱۸)                            | جایگاه |
| -------------------------------------- | ------ |
| جدول سالانه کراس ریتمز بریتانیا        | ۹۵     |
| ترانه‌های مسیحی ایاالات متحده (بیلبورد) | ۱۸     |

| جدول (۲۰۱۹)                           | جایگاه |
| ------------------------------------- | ------ |
| ترانه‌های مسیحی ایالات متحده (بیلبورد) | ۲۳     |

## گواهینامه‌ها
| منطقه                                   | گواهی     | واحد گواهی‌شده/فروش |
| --------------------------------------- | --------- | ------------------ |
| برزیل (پرو موزیکا برزیل)                | ۲× پلاتین | ۸۰٬۰۰۰             |
| کانادا (میوزیک کانادا)                  | ۲× پلاتین | ۱۶۰٬۰۰۰            |
| ایالات متحده (آرآی‌ای‌ای)                 | پلاتین    | ۱٬۰۰۰٬۰۰۰          |
| رقم فروش+پخش جاری تنها بر پایهٔ گواهی‌ها. |           |                    |

## تاریخچه انتشار
| منطقه        | تاریخ           | قالب(ها) | نسخه   | ناشر   | م.     |
| ------------ | --------------- | --- | ------ | ------ | ------ |
| گوناگون      | ۱۹ سپتامبر ۲۰۱۸ | دانلود دیجیتال پخش جاری                                                                                         | اصلی   | بی‌ام‌جی | [ ۱ ]  |
| ایتالیا      | ۲۱ سپتامبر ۲۰۱۸ | ایرپلی رادیویی                                                                                                  | اصلی   | بی‌ام‌جی | [ ۴۴ ] |
| کانادا       | ۸ اکتبر ۲۰۱۸    | رادیوی مسیحی بزرگسالان معاصر رادیوی برترین‌های مسیحی معاصر رادیوی ترانه‌های داغ مسیحی بزرگسالان معاصر رادیو مسیحی | اصلی   | بی‌ام‌جی | [ ۴۵ ] |
| ایالات متحده | ۸ اکتبر ۲۰۱۸    | رادیوی بزرگسالان معاصر رادیوی ترانه‌های داغ بزرگسالان معاصر رادیوی مدرن بزرگسالان معاصر                          | اصلی   | بی‌ام‌جی | [ ۴۶ ] |
| گوناگون      | ۳۰ اوت ۲۰۱۹     | دانلود دیجیتال پخش جاری                                                                                         | ریمیکس | بی‌ام‌جی | [ ۳ ]  |